# Record di atletica leggera ai Giochi del Mediterraneo
I record di atletica leggera ai Giochi del Mediterraneo rappresentano le migliori prestazioni di atletica leggera stabilite nell'ambito dei Giochi del Mediterraneo.

## Maschili
Statistiche aggiornate a Orano 2022.
| 100 m piani            | 10"10 (-0,6 m/s) | Jak Ali Harvey                                                 | Turchia                   | 28 giugno 2018    | Tarragona, Spagna |         |        |             |         |
| 200 m piani            | 20"15 (+0,1 m/s) | Ramil Guliyev                                                  | Turchia                   | 29 giugno 2018    | Tarragona, Spagna |         |        |             |         |
| 400 m piani            | 45"26 | Davide Re                                                      | Italia                    | 28 giugno 2018    | Tarragona, Spagna |         |        |             |         |
| 800 m piani            | 1'44"00 | İlham Tanui Özbilen                                            | Turchia                   | 29 giugno 2013    | Mersin, Turchia   |         |        |             |         |
| 1 500 m piani          | 3'29"20 | Noureddine Morceli                                             | Algeria                   | 20 giugno 1993    | Narbona, Francia  |         |        |             |         |
| 5 000 m piani          | 13'25"29 | Alberto García                                                 | Spagna                    | 16 giugno 1997    | Bari, Italia      |         |        |             |         |
| 10 000 m piani         | 28'05"74 | Ismaïl Sghyr                                                   | Marocco                   | 18 giugno 1997    | Bari, Italia      |         |        |             |         |
| Mezza maratona         | 1h04'03" | Mohamed Reda El Aaraby                                         | Marocco                   | 30 giugno 2018    | Tarragona, Spagna |         |        |             |         |
| Maratona               | 2h18'42" | Davide Milesi                                                  | Italia                    | 20 giugno 1993    | Narbona, Francia  |         |        |             |         |
| 3 000 m siepi          | 8'13"11 | Jamel Chatbi                                                   | Marocco                   | 2 luglio 2009     | Pescara, Italia   |         |        |             |         |
| 110 m ostacoli         | 13"32 (+0,7 m/s) | Milan Trajkovic                                                | Cipro                     | 2 luglio 2022     | Orano, Algeria    |         |        |             |         |
| 400 m ostacoli         | 48"27 | Yasmani Copello                                                | Turchia                   | 1º luglio 2022    | Orano, Algeria    |         |        |             |         |
| Salto in alto          | 2,34 m | Konstadinos Baniotis                                           | Grecia                    | 27 giugno 2013    | Mersin, Turchia   |         |        |             |         |
| Salto con l'asta       | 5,75 m | Ersu Şaşma                                                     | Turchia                   | 2 luglio 2022     | Orano, Algeria    |         |        |             |         |
| Salto in lungo         | 8,29 m (+0,9 m/s) | Salim Sdiri                                                    | Francia                   | 3 luglio 2009     | Pescara, Italia   |         |        |             |         |
| Salto triplo           | 17,13 m | Marios Hadjiandreou                                            | Cipro                     | 11 giugno 1991    | Atene, Grecia     |         |        |             |         |
| Salto triplo           | 17,13 m (+1,4 m/s) | Daniele Greco                                                  | Italia                    | 26 giugno 2013    | Mersin, Turchia   |         |        |             |         |
| Getto del peso         | 21,29 m | Armin Sinančević                                               | Serbia                    | 30 giugno 2022    | Orano, Algeria    |         |        |             |         |
| Lancio del disco       | 65,58 m | Frank Casañas                                                  | Spagna                    | 30 giugno 2009    | Pescara, Italia   |         |        |             |         |
| Lancio del martello    | 78,49 m | Nicola Vizzoni                                                 | Italia                    | 14 settembre 2001 | Tunisi, Tunisia   |         |        |             |         |
| Lancio del giavellotto | 89,22 m | Konstadinos Gatsioudis                                         | Grecia                    | 16 giugno 1997    | Bari, Italia      |         |        |             |         |
| Decathlon              | 8 127 punti | Romain Barras                                                  | Francia                   | 30 giugno 2005    | Almería, Spagna   |         |        |             |         |
| Decathlon              | \| 100 m (v.) \| Lungo (v.) \| Peso \| Alto \| 400 m \| 110 m hs (v.) \| Disco \| Asta \| Giavellotto \| 1500 m \| \| ---------------- \| ----------------- \| ------- \| ------ \| ----- \| ---------------- \| ------- \| ------ \| ----------- \| ------- \| \| 11"40 (-1,1 m/s) \| 7,19 m (-0,9 m/s) \| 14,76 m \| 1,96 m \| 48"84 \| 14"35 (-0,9 m/s) \| 42,22 m \| 4,90 m \| 64,67 m \| 4'28"48 \| |                                                                |                           |                   |                   |         |        |             |         |
| Marcia 20 km           | 1h22'33" | Ivano Brugnetti                                                | Italia                    | 30 giugno 2009    | Pescara, Italia   |         |        |             |         |
| Marcia 50 km           | 4h21'21"8 | Abdon Pamich                                                   | Italia                    | ottobre 1971      | Smirne, Turchia   |         |        |             |         |
| Staffetta 4×100 m      | 38"49 | Federico Cattaneo Fausto Desalu Davide Manenti Filippo Tortu   | Italia Squadra nazionale  | 30 giugno 2018    | Tarragona, Spagna |         |        |             |         |
| Staffetta 4×400 m      | 3'02"78 | Malik Louahla Kamel Talhaoui Ahmed Aichaoui Samir-Adel Louahla | Algeria Squadra nazionale | 18 giugno 1997    | Bari, Italia      |         |        |             |         |
| 100 m (v.)             | Lungo (v.) | Peso                                                           | Alto                      | 400 m             | 110 m hs (v.)     | Disco   | Asta   | Giavellotto | 1500 m  |
| 11"40 (-1,1 m/s)       | 7,19 m (-0,9 m/s) | 14,76 m                                                        | 1,96 m                    | 48"84             | 14"35 (-0,9 m/s)  | 42,22 m | 4,90 m | 64,67 m     | 4'28"48 |

## Femminili
Statistiche aggiornate a Orano 2022.
| Specialità             | Prestazione        | Atleta                                                                    | Nazione                   | Data              | Luogo               |
| ---------------------- | ------------------ | ------------------------------------------------------------------------- | ------------------------- | ----------------- | ------------------- |
| 100 m piani            | 11"10 (+0,5 m/s)   | Basant Hemida                                                             | Egitto                    | 30 giugno 2022    | Orano, Algeria      |
| 200 m piani            | 22"47 (+0,9 m/s)   | Basant Hemida                                                             | Egitto                    | 3 luglio 2022     | Orano, Algeria      |
| 400 m piani            | 50"30              | Libania Grenot                                                            | Italia                    | 2 luglio 2009     | Pescara, Italia     |
| 800 m piani            | 1'59"87            | Elisa Cusma                                                               | Italia                    | 2 luglio 2009     | Pescara, Italia     |
| 1 500 m piani          | 4'04"06            | Siham Hilali                                                              | Marocco                   | 29 giugno 2013    | Mersin, Turchia     |
| 3 000 m piani          | 8'45"68            | Roberta Brunet                                                            | Italia                    | giugno 1991       | Atene, Grecia       |
| 5 000 m piani          | 15'00"69           | Roberta Brunet                                                            | Italia                    | 16 giugno 1997    | Bari, Italia        |
| 10 000 m piani         | 31'16"94           | Asmae Leghzaoui                                                           | Marocco                   | 12 settembre 2001 | Tunisi, Tunisia     |
| Mezza maratona         | 1h11'00"           | Valeria Straneo                                                           | Italia                    | 29 giugno 2013    | Mersin, Turchia     |
| Maratona               | 2h39'22"           | Serap Aktaş                                                               | Turchia                   | 15 giugno 1997    | Bari, Italia        |
| 3 000 m siepi          | 9'14"29            | Luiza Gega                                                                | Albania                   | 1º luglio 2022    | Orano, Algeria      |
| 100 m ostacoli         | 12"82 (+1,5 m/s)   | Patricia Girard                                                           | Francia                   | 12 settembre 2001 | Tunisi, Tunisia     |
| 400 m ostacoli         | 55"01              | Nezha Bidouane                                                            | Marocco                   | 17 giugno 1997    | Bari, Italia        |
| Salto in alto          | 1,98 m             | Sara Simeoni                                                              | Italia                    | 25 settembre 1979 | Spalato, Jugoslavia |
| Salto con l'asta       | 4,50 m             | Nikoléta Kiriakopoúlou                                                    | Grecia                    | 30 giugno 2009    | Pescara, Italia     |
| Salto con l'asta       | 4,50 m             | Stella-Īrō Ledakī                                                         | Grecia                    | 26 giugno 2013    | Mersin, Turchia     |
| Salto in lungo         | 6,99 m (+1,8 m/s)  | Ivana Španović                                                            | Serbia                    | 27 giugno 2018    | Tarragona, Spagna   |
| Salto triplo           | 14,98 m (+0,2 m/s) | Baya Rahouli                                                              | Algeria                   | 1º luglio 2005    | Almería, Spagna     |
| Getto del peso         | 18,59 m            | Cristiana Checchi                                                         | Italia                    | 30 giugno 2005    | Almería, Spagna     |
| Lancio del disco       | 66,46 m            | Sandra Perković                                                           | Croazia                   | 28 giugno 2018    | Tarragona, Spagna   |
| Lancio del martello    | 73,67 m            | Alexandra Tavernier                                                       | Francia                   | 27 giugno 2018    | Tarragona, Spagna   |
| Lancio del giavellotto | 62,61 m            | Aggeliki Tsiolakoudi                                                      | Grecia                    | 1º luglio 2005    | Almería, Spagna     |
| Eptathlon              | 6 256 punti        | Nathalie Teppe                                                            | Francia                   | 19 giugno 1993    | Narbona, Francia    |
| Marcia 10 km           | 44'40"             | Elisabetta Perrone                                                        | Italia                    | giugno 1997       | Bari, Italia        |
| Marcia 20 km           | 1h32'44"           | Elisa Rigaudo                                                             | Italia                    | 30 giugno 2005    | Almería, Spagna     |
| Staffetta 4×100 m      | 42"63              | Frédérique Bangué Christine Arron Patricia Girard Sylviane Félix          | Francia Squadra nazionale | 18 giugno 1997    | Bari, Italia        |
| Staffetta 4×400 m      | 3'28"08            | Maria Benedicta Chigbolu Ayomide Folorunso Raphaela Lukudo Libania Grenot | Italia Squadra nazionale  | 30 giugno 2018    | Tarragona, Spagna   |